# Volfartice
Volfartice (deutsch Wolfersdorf) ist eine Gemeinde des Okres Česká Lípa in der Region Liberec im Norden der Tschechischen Republik.

## Geschichte
Erstmals urkundlich erwähnt wurde der Ort 1281. Ab Mitte des 19. Jahrhunderts gehörte die Gemeinde zum Gerichtsbezirk Böhmisch Leipa bzw. zum Bezirk Böhmisch Leipa.

## Gemeindegliederung
Die Gemeinde Volfartice besteht aus den Ortsteilen Volfartice (Wolfersdorf) und  Nová Ves (Neudörfel). 
Das Gemeindegebiet gliedert sich in die Katastralbezirke Volfartická Nová Ves und Volfartice.